# (23702) 1997 QE1
1997 كيو إي 1 (ويعرف أيضًا باسم (23702) 1997 كيو إي 1 وفق تسمية الكوكب الصغير) (بالإنجليزية: 1997 QE1)‏ هو كويكب ضمن حزام الكويكبات؛ وترتيبه 23702 من حيث الاكتشاف.
اكتُشف هذا الجُرم الفلكي بواسطة Warren B. Offutt ‏ في 28 أغسطس 1997.

## وصلات خارجية
- (23702) 1997 QE1 في قاعدة بيانات مختبر الدفع النفاث لأجرام النظام الشمسي الصغيرة

- الاكتشاف · مخطط المدار ·  العناصر المدارية · المعلمات المادية

- (23702) 1997 QE1 على موقع ويكي سكاي: DSS2, SDSS, GALEX, IRAS, Hydrogen α, X-Ray, Astrophoto, Sky Map, Articles and images